# (61189) Ohsadaharu
(61189) Ohsadaharu est un astéroïde de la ceinture principale.

## Description
(61189) Ohsadaharu est un astéroïde de la ceinture principale. Il fut découvert le 8 juillet 2000 au Bisei Spaceguard Center par le programme BATTeRS. Il présente une orbite caractérisée par un demi-grand axe de 2,38 UA, une excentricité de 0,12 et une inclinaison de 5,5° par rapport à l'écliptique.

## Compléments